# کریگ داو
کریگ داو (انگلیسی: Craig Dove؛ زادهٔ ۶ اوت ۱۹۸۳) بازیکن فوتبال اهل بریتانیا است.
از باشگاه‌هایی که در آن بازی کرده‌است می‌توان به باشگاه فوتبال یورک سیتی، باشگاه فوتبال آلسیجر تاون، باشگاه فوتبال باکستون، باشگاه فوتبال میدلزبرو، و باشگاه فوتبال فارست گرین راورز اشاره کرد.